# Groenendaalse Molen
De Groenendaalse Molen is een kleine stellingmolen aan de Burgemeester van Rappartlaan in Heemstede. De molen voorziet het ernaast gelegen Park Groenendaal van water. De molen heeft de status van rijksmonument.

## Geschiedenis
De leeftijd van het molentje is onbekend, maar het komt al voor op een prent uit 1781. Mogelijk heeft de molen nooit een functie gehad, maar was het een folly, gebouwd voor de eigenaar van het landgoed, de rijke industrieel Hope.

## Stoommachine
Bij het nog bestaande molentje is in 1781 in opdracht van toenmalig eigenaar John Hope een 'vuurmachine' geplaatst. Het was na Blijdorp-Rotterdam de tweede stoommachine in Nederland en bovendien de eerste in Nederland geconstrueerd, door de in Amsterdam woonachtige Fries R.L.Brouwer. Deze stoommachine diende om het water op te pompen en het hogere deel van het landgoed te bevloeien ter vervanging van de vijzel-windmolen die bij windstilte geen water kon opvoeren voor de vijvers, sloten en fonteinen van Groenendaal. Deze stoommachine was een voorbeeld van bijzondere technische innovatie op buitenplaatsen. Rond 1842 is de machine gedemonteerd en als schroot aan een Haarlemse sloper verkocht.
Het is goed mogelijk dat het molentje nooit was bedoeld om een werktuig aan te drijven, maar was bedoeld als folly, zoals er in het park nog verschillende andere voorbeelden aanwezig zijn.
Sinds eind jaren 90 van de twintigste eeuw bemaalt de Groenendaalse Molen het park met behulp van een vijzel. De molen is de enige molen in Nederland met een dubbele stelling (een stelling van twee etages).
De Groenendaalse Molen is eigendom van de gemeente Heemstede. In 2019 is de molen stilgezet voor groot onderhoud.